# Saint-Dizier
Saint-Dizier är en kommun i departementet Haute-Marne i regionen Grand Est (tidigare regionen Champagne-Ardenne) i nordöstra Frankrike. Kommunen ligger är chef-lieu för 4 kantoner som tillhör arrondissementet Saint-Dizier. År 2022 hade Saint-Dizier 22 811 invånare.

## Befolkningsutveckling
Antalet invånare i kommunen Saint-Dizier
| Referens: INSEE |